# Magnetno-optični Kerrov pojav
Magnetno-optični Kerrov pojav (tudi MOKE) je eden izmed magnetno-optičnih pojavov. Kaže se v spremembi svetlobe, ki se odbije na magnetiziranih snoveh. Svetloba, ki se odbije od takšnih snovi, spremeni polarizacijo in odbojnost. Pojav je podoben Faradayemu pojavu. Od Faradayevega pojava se razlikuje v načinu in vrsti opazovane svetlobe. V Faradayevem pojavu se opazuje prepuščena svetloba, v magnetno-optičnem pojavu Kerrovem pojavu pa odbita svetloba. Oba pojava pa sta posledica komponent tenzorja dielektričnosti, ki niso na diagonali tenzorja.

## Različne oblike magnetno-optičnega Kerrovega pojava
Znanih je več oblik magnetno-optičnega Kerrovega pojava, ki se razlikujejo po smeri marnetizacije snovi glede na odbojno površino in ravnino vpada svetlobe.
- polarni magnetno-optični Kerrov pojav
- vzdolžni (longitudinalni) magnetno-optični Kerrov pojav
- prečni (transverzalni) magnetno-optični Kerrov pojav
- kvadratni magnetno-optični Kerrov pojav

### Polarni magnetno-optični Kerrov pojav
Polarni magnetno-optični Kerrov pojav dobimo takrat, ko je vektor magnetizacije pravokoten na površino in vzporeden z vpadno ravnino. Pri odbitem žarku opažamo vrtenje ravnine polarizacije in spremembo iz linearno polarizirane v eliptično polarizirano svetlobo. Ta pojav se uporablja tudi v magnetno-optičnih nosilcih podatkov.

### Vzdolžni magnetno-optični Kerrov pojav
Pri vzdolžnem magnetno-optičnem Kerrovem pojavu je vektor magnetizacije vzporeden s površino in je v vpadni ravnini. Pojav se kaže v vrtenju ravnine polarizacije. Velikost vrtenja je mnogo manjša kot pri polarnem magnetno-optičnem Kerrovem pojavu.

### Prečni magnetno-optični kerrov pojav
Pri prečnem magnetno-optičnem Kerrovem pojavu leži smer magnetizacije vzporedno s površino in pravokotno na vpadno ravnino. Pojav se opaža samo, če je vpadna svetloba polarizirana vzporedno z vpadno ravnino. Opaža se sprememba intenzivnosti odbite svetlobe, brez vrtenja ravnine polarizacije. Pojav je za velikostni razred manjši kot vzdoolžni magnetno-optični Kerrov pojav. 

### Kvadratni magnetno-optični Kerrov pojav
Kvadratni magnetno-optični Kerrov pojav imenujejo tudi Voigtov pojav. Kaže se v spremembi polarizacije odbite svetlobe.

## Kerrov kot pri polarnem magnetno-optičnem Kerrovem pojavu
Pri odbiti linearno polarizirani svetlobi opažamo, da se ravnina polarizacije zavrti za kot {\displaystyle \theta _{K}\,}. Razen tega postane linearno polarizirana svetloba eliptično polarizirana.
Vrtenje polarizacije nastane zaradi tega, ker magnetizacija povzroči nastanek različnih lomnih količnikov in zaradi tega tudi različne fazne hitrosti. To povzroči fazno razliko obeh valov in zaradi tega se zavrti smer polarizacije za Kerrov kot.  Razen tega ima snov še različne koeficiente absorbcije za levo in desno krožno polarizirano svetlobo. Tako se spremeni še intenzivnost obeh vrst svetlobe. Ta pojav imenujemo magnetni krožni dihroizem.

## Uporaba
Magnetno-optični pojav se uporablja v magnetno-optični Kerrovi spektroskopiji in pri magnetnooptičnih diskih.